# Unitat de mesura

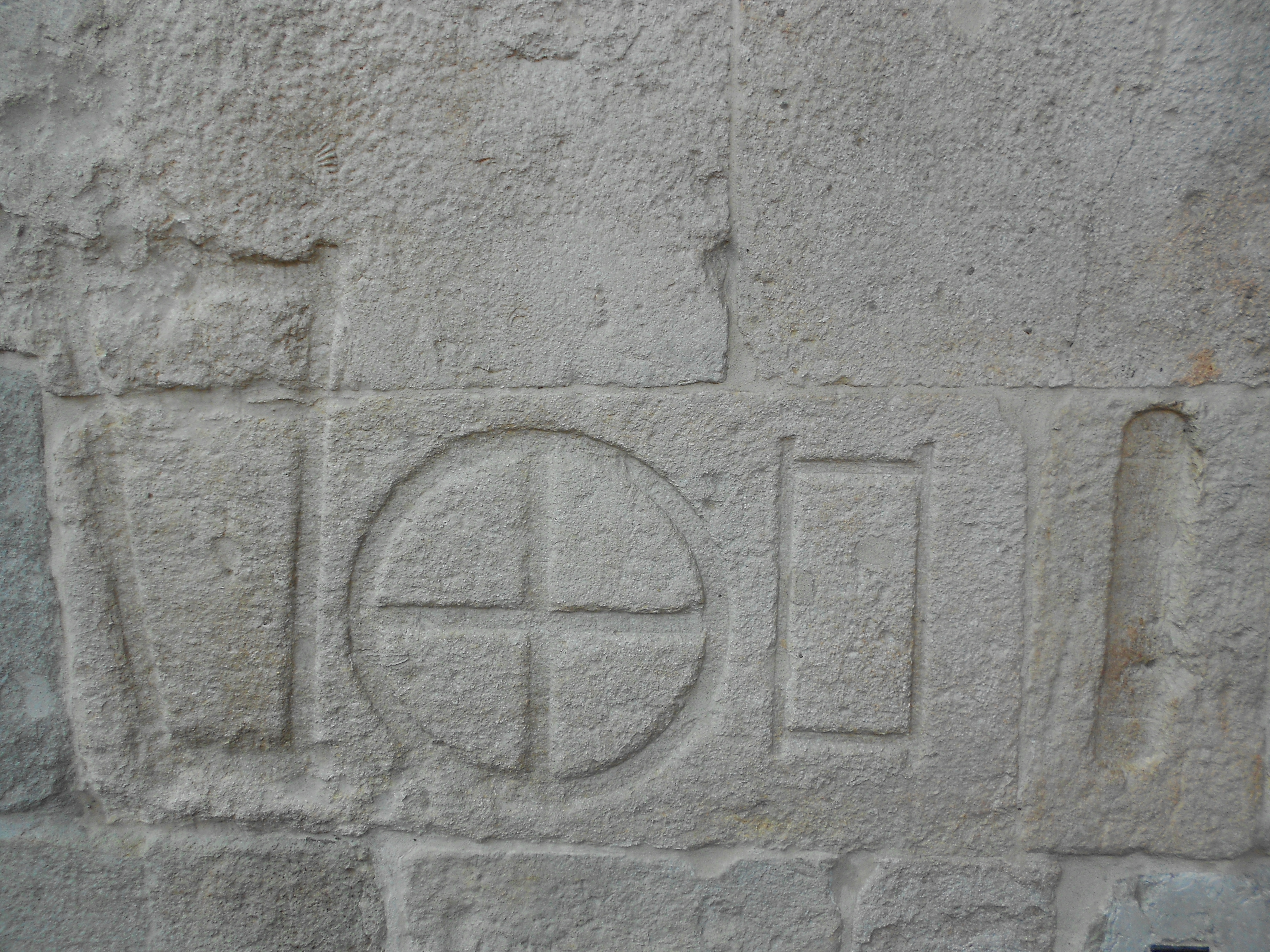
Unitats de mesura als murs del Palazzo della Ragione, a Pàdua

Una unitat de mesura o unitat de mida és una quantitat estandarditzada d'una determinada magnitud física. En general, una unitat de mesura pren el seu valor a partir d'un patró o d'una composició d'altres unitats definides prèviament; les primeres es coneixen com a unitats bàsiques o fonamentals, mentre que les segones s'anomenen unitats derivades. Cada unitat té un símbol associat que se situa a continuació d'un factor que expressa quantes vegades aquesta quantitat es troba representada (per exemple, 50 N; "N" és el símbol del newton). És usual referir-se a un múltiple o submúltiple d'una unitat, que s'indiquen situant un prefix davant del símbol que la identifica (per exemple, el mil·límetre –prefix "mil·li-"– és un submúltiple del metre).
Un conjunt consistent d'unitats de mesura en el qual cap magnitud tingui més d'una unitat associada s'anomena sistema d'unitats. N'existeixen molts, però el més utilitzat és el Sistema Internacional d'Unitats; als països anglosaxons fan servir, tanmateix, el sistema imperial.
Totes les unitats denoten quantitats escalars. En el cas de les magnituds vectorials, s'interpreta que cadascuna de les components està expressada en la unitat indicada.

## Història
Les unitats de mesura van ser una de les primeres eines inventades pels éssers humans. Les societats primitives van necessitar mesures rudimentàries per a moltes tasques: la construcció de llars, la confecció de roba o la preparació d'aliments i matèries primeres. Els sistemes de pesos i mesures més antics que es coneixen semblen haver estat creats entre el quart mil·lenni i el tercer abans de Crist, entre els antics pobles de Mesopotàmia, Egipte i la vall de l'Indus, i potser també a Elam i Pèrsia. Els pesos i les mesures esmentats també a la Bíblia (Levític 19, 35-36) com un manament que exigeix honestedat i mesures justes.
Molts sistemes de mesura estaven basats en l'ús de les parts del cos humà i dels voltants naturals com a instruments de mesura.

## Sistemes tradicionals de mesures
Els sistemes tradicionals basen les seves unitats de mesura de distància en les dimensions del cos humà. La polzada representa el llarg de la falange distal d'un polze, d'on pren el seu nom. El peu representava originalment la longitud d'un peu humà encara que aquesta unitat es va transformar amb el temps en l'equivalent a 12 polzades en el sistema anglosaxó. La iarda, d'altra banda, representa la longitud des de la punta del nas fins a la punta del dit mitjà. Una braça corresponia a la distància de punta a punta dels dits mitjans amb els braços estesos horitzontalment. Altres unitats eren el pam (la longitud del palmell de la mà) i el colze (aproximadament la longitud de l'avantbraç). Per a distàncies majors, existia la milla, unitat de mesura creada en l'antiga Roma que equivalia originalment a 2.000 passos d'una legió. Sobre la base de la milla, els romans van definir l'estadi de tal forma que vuit estadis corresponien a una milla. Així mateix, la llegua a l'antiga Roma equivalia a aproximadament una milla i mitja.
En la majoria dels països europeus s'utilitzaven mesures de pes basades en la lliura. Aquesta unitat, el nom de la qual prové del llatí libra pondo, es dividia en dotze unces (del llatí uncia, que significa ‘dotzena part’). No obstant això, en alguns països durant l'Edat mitjana es van utilitzar lliures que es dividien en 16 unces. Una altra unitat tradicional de pes era el gra, que en el sistema anglès actual equival a 64,79891 mg. A partir d'aquesta unitat, la lliura es definia com 5.760 grans en alguns cas o com 7.000 grans en altres casos. Així mateix, en joieria s'usa una unitat anomenada gra mètric, que equival a 0,25 quirats o 50 mg. A la península ibèrica, un "quintal" (castellà) equivalia a 100 lliures (el que actualment serien uns 46 kg); la quarta part d'un quintal es denominava una arrova (de l'àrab ar rub', ‘quarta part’).
Els moviments del Sol i de la Lluna van determinar les unitats tradicionals de temps. El moviment aparent del Sol des de la seva sortida en l'horitzó fins a la següent, la seva posada fins a la següent o els successius passos per un meridià, depenent de la cultura, van definir el dia. Els babilonis van dividir el temps entre la sortida i la posta del sol en dotze parts que coneixem ara com a hores. Amb la invenció dels rellotges mecànics va ser possible dividir també la nit, per la cosa actualment un dia complet es compon de 24 hores. Una hora es va dividir en 60 minuts i aquests, al seu torn, van quedar dividits en 60 segons (no obstant això, el segon actual té una definició moderna independent de la definició del dia). De la religió jueva, les nacions cristianes i musulmanes van heretar la definició de setmana: un període de set dies. D'altra banda, el moviment del Sol observat respecte a les estrelles llunyanes va definir l'any. Com que el període de translació de la Terra no és un nombre enter de dies, va existir la necessitat d'introduir l'any de traspàs en el calendari julià i el calendari gregorià. A partir de l'any es van definir unitats més grans de temps com el segle (cent anys) i el mil·lenni (mil anys). El període de translació de la Lluna al voltant de la Terra va definir el concepte del mes. Com que aquest període no correspon a un nombre enter de dies, diverses cultures van tenir diferents definicions de mes. En l'actual calendari occidental, els mesos poden durar 28, 29, 30 o 31 dies, depenent del cas.

## Sistema Internacional d'Unitats
El Sistema Internacional d'Unitats, de vegades confós amb l'obsolet sistema mètric decimal, estableix les unitats que han de ser utilitzades internacionalment. Va ser creat per la Conferència General de Pesos i Mesures a proposta del Comitè Internacional de Pesos i Mesures amb seu a França. Va establir 7 unitats bàsiques o fonamentals i va crear els patrons per mesurar-les. Les 7 unitats bàsiques són les següents:
1. Longitud
2. Massa
3. Temps
4. Intensitat de corrent elèctric
5. Temperatura
6. Intensitat lluminosa
7. Quantitat de substància

També va establir moltes magnituds derivades, que no necessiten un patró, ja que estan definides a partir de magnituds fonamentals.

## Patró de mesura

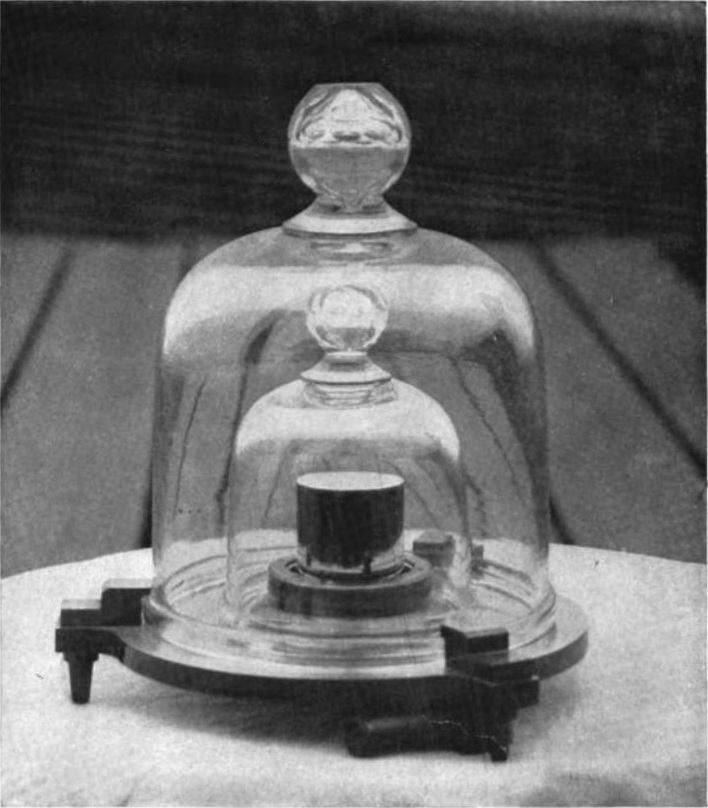
Còpia exacta del patró quilogram de l'Oficina Internacional de Pesos i Mesures que defineix la unitat de massa del SI.

Un patró de mesures és una magnitud aïllada i coneguda que serveix com fonament per a crear una unitat de mesura. Moltes unitats tenen patrons, però en el sistema mètric només en tenen les unitats bàsiques tals com el quilogram. Els patrons mai varien el seu valor, encara que van evolucionant (els anteriorment establerts eren variables i s'han actualitzat a diferents que es consideren invariables).
Un exemple d'un patró de mesura seria aquest del segon:
| «                                                                         | El segon és la duració de 9.192.631.770 períodes de radiació corresponents a la transició entre dos nivells de l'estructura hiperfina de l'estat fonamental del cesi 133. Aquesta definició es refereix a un àtom de cesi en repòs a una temperatura de 0 K. | » |
| — 13a CGPM (1967/68, Resolució 1; CR, 103), actualitzat pel CIPM el 1997. | |   |

De tots els patrons del sistema mètric, només un existeix de forma material, el del quilogram, que es conserva a Oficina Internacional de Pesos i Mesures de Sèvres, França. D'aquest patró se n'han fet diverses còpies que es conserven en altres països.

## Taules de conversió
Les unitats del Sistema Internacional no han estat adoptades en el món sencer. Els països anglosaxons utilitzen moltes unitats del SI, però encara empren unitats pròpies de la seva cultura com el peu, la lliura, la milla, etc (sistema imperial d'unitats. En la navegació encara s'usen la milla i llegua nàutiques. En la indústrica encara s'utilitzen unitats com la lliura per polzada quadrada (psi), la BTU (unitat tèrmica britànica), galons per minut, galons per gra, barrils de petroli, etc. Per això encara són necessàries les taules de conversió, que converteixen el valor d'una unitat al valor d'altra unitat de la mateixa magnitud. Per exemple, amb una taula de conversió es converteixen 5 peus al seu valor corresponent en metres, que seria d'1,524 m.

### Errors de conversió
Quan es converteixen unitats es cometen inexactituds, perquè el valor convertit no equival exactament a la unitat original, degut al fet que el valor del factor de conversió també és inexacte. Per exemple: 5 lb són aproximadament 2,268 kg, perquè el factor de conversió indica que 1 lb val aproximadament 0,4536 kg; d'altra banda, 5 lb equivalen a 2,26796185 kg, perquè el factor de conversió indica que 1 lb equival a 0,45359237 kg. No obstant això, l'exactitud al convertir unitats no és pràctica, ja que n'hi ha prou amb tenir valors aproximats, però en algunes ocasions sí que és necessari convertir amb exactitud.

## Exemples amb unitats de mesura

### Canar en taulell
L'any 1436, segons el Llibre del mostassà de Barcelona, calia mesurar les teles de la manera següent:
[1436, abril, 18. Barcelona]
Sobre lo Canar en lo Taulell.
Ara hoiats totom generalment per manament del honorable Mostaçaf de barçelona que
com per vigor de certes ordinations en lo passat per consellers e promens de la dita Ciutat
fetes e, ab veu de crida publicades per los llocs acostumats de la dita ciutat a XXI. del mes de
Maig del any M.CCCC.XXXIIII. tots draps axi de or com de Ceda, Taffatans, Terçanells,
xamallots, e per qualsevol ley, Canamasseria, fustanis, Coto (fol. XXIII v.) Del Canar. Cotonines,
e, altres qualsevol draps de semblant o altres qualsevol ley o specia, e, altres coses
acostumades de canar a cane de barçelona. Daci avant hagen e sien tenguts de canar de pla
sobre taulell canant e, posant la cana en lo mig dels dits draps e, no per les vores sots ban de
X lliures barçelonesas segons en les dites ordinations es pus llargament contengut. E, apres de
les dites ordinations E praticant aquelles sien exits alguns contraris en lo canar en la dita
forma les draps de lli. Telas, Canamasseria, Fustanis, Cotonnies, e altres draps, de semblant
specia Per ço ordenaren los dits Consellers e, promens de la dita Ciutat que daci avant tots los
draps de Li, Teles, de qualsevol ley Canamasseria, Fustanis, Cotonimes, e, altres qualsevol
draps de semblant o altra qualsevol ley o, specia se hagen a canar per vora ab cana redona en
lo passat ordenada ab agullo en lo cap i en lo mig del cap de la Cana e, no en altra manera axi
que daci avant sessen canar las propdites coses de pla, e sobre tauler per lo mig e, ab Cana
Cairada e, qui contrafara pagara cascu e per cascuna vegada que contrafara X lliures
barçelonesas en aço no son entesos draps de or, de Ceda, Taffatans, Terçanells, e de qualsevol
altra especia o, ley semblants los quals sots semblant ban se hagen a canar de pla sobre taulell
ab cana cayrada, e, posant la cana en lo mig dels dits e no per les vores. Fonc publicada a
XVIII. de Abril M.CCCCXXXVI.

## Tipus d'unitats de mesura
- Unitats de capacitat
- Unitats de densitat
- Unitats d'energia
- Unitats de força
- Unitats de longitud
- Unitats de massa
- Unitats de pes específic
- Unitats de potència
- Unitats de superfície
- Unitats de temperatura
- Unitats de temps
- Unitats de velocitat
- Unitats de viscositat
- Unitats de volum
- Unitats elèctriques
- Altres unitats de mesura